# Somerby (Juxta Bigby)
Pour les articles homonymes, voir Somerby.
Somerby est une paroisse civile et un village du Lincolnshire, en Angleterre.